# Sepp Mühlbauer
Sepp Mühlbauer (* 20. Mai 1904; † 13. Februar 1995 in Lausanne) war ein Schweizer Skispringer, der für den Skiclub Alpina St. Moritz startete.
Mühlbauer startete als Mitglied des Ski Club of Great Britain für sein Heimatland bei den Olympischen Winterspielen 1928 in St. Moritz. Von der Normalschanze erreichte er mit Sprüngen auf 52 und 58 Meter den siebenten Platz.
Sepp Mühlbauers Vater war der kaiserlich königliche Hofschneider Karl Mühlebauer. Mühlbauer war zudem enger Jugendfreund und Sportkamerad von Giovanni Testa, dem Entwickler des Parallelschwungs.